# Thomas N'Kono
Thomas N'Kono, född 20 juli 1956 i Dizangue, är en kameruansk fotbollstränare och före detta fotbollsspelare. N'Kono representerade Kamerun vid VM 1982, 1990 och 1994.

## Tränarkarriär
I juni 2009 utsågs N'Kono till interimtränare i Kameruns landslag, efter att tidigare tränaren Otto Pfister sagt upp sig. Efter två månader utsågs Paul Le Guin till ny huvudtränare och N'Kono återgick till sin post som målvaktstränare.

## Kuriosa
I februari 2002 arresterades N'Kono, som då var målvaktstränare, tillsammans med tyske landslagstränaren Winfried Schäfer, före semifinalen i Afrikanska mästerskapet mot Mali. Anledning var ett förbud mot att beträda planen och att N'Kono skulle ha uppfört sig aggressivt och provocerande. N'Kono stängdes av ett år efter incidenten. Avstängningen lyftes senare.